# Campeonato Europeo de Halterofilia de 2006
El LXXXV Campeonato Europeo de Halterofilia se celebró en Władysławowo (Polonia) entre el 1 y el 7 de mayo de 2006 bajo la organización de la Federación Europea de Halterofilia (EWF) y la Federación Polaca de Halterofilia.
Participaron en total 207 levantadores de 33 países europeos.

## Medallistas

### Masculino
| Evento  | Oro                                                | Plata                                              | Bronce                                           |
| ------- | -------------------------------------------------- | -------------------------------------------------- | ------------------------------------------------ |
| 56 kg   | Vitali Dzerbianiou · Bielorrusia · 123 + 145 = 268 | Igor Grabucea Moldavia 110 + 139 = 249             | László Tancsics · Hungría · 112 + 134 = 246      |
| 62 kg   | Adrian Jigău · Rumania · 128 + 158 = 286           | Henadzi Majveyenia · Bielorrusia · 129 + 156 = 285 | Samson Matam Francia 127 + 150 = 277             |
| 69 kg   | Demir Demirev Bulgaria 148 + 181 = 329             | Vencelas Dabaya Francia 145 + 180 = 325            | Armen Ghazarian Armenia 145 + 180 = 325          |
| 77 kg   | Guevorg Davtian Armenia 165 + 195 = 360            | Vladislav Lukanin · Rusia · 152 + 200 = 352        | Gueorgui Markov Bulgaria 159 + 194 = 351         |
| 85 kg   | Andrei Rybakou · Bielorrusia · 186 + 206 = 392     | Yuri Myshkovets · Rusia · 170 + 202 = 372          | Zaur Tajushev · Rusia · 170 + 200 = 370          |
| 94 kg   | Szymon Kołecki · Polonia · 175 + 219 = 394         | Andrei Demanov · Rusia · 176 + 217 = 393           | Nikólaos Kurtidis · Grecia · 172 + 215 = 387     |
| 105 kg  | Marcin Dołęga · Polonia · 199 + 225 = 424          | Mijail Audzeyeu · Bielorrusia · 186 + 226 = 412    | Ramūnas Vyšniauskas · Lituania · 185 + 225 = 410 |
| +105 kg | Viktors Ščerbatihs Letonia 200 + 245 = 445         | Velichko Cholakov Bulgaria 198 + 236 = 434         | Paweł Najdek · Polonia · 189 + 243 = 432         |

1. 1 2 3  Arrancada (kg) + dos tiempos (kg) = total olímpico (kg).

### Femenino
| Evento | Oro                                            | Plata                                            | Bronce                                           |
| ------ | ---------------------------------------------- | ------------------------------------------------ | ------------------------------------------------ |
| 48 kg  | Estefanía Juan Tello · España · 83 + 102 = 185 | Svetlana Ulianova · Rusia · 83 + 100 = 183       | Genny Pagliaro · Italia · 81 + 98 = 179          |
| 53 kg  | Mărioara Munteanu · Rumania · 82 + 109 = 191   | Nataliya Trotsenko · Ucrania · 87 + 103 = 190    | Virginie Lachaume Francia 78 + 100 = 178         |
| 58 kg  | Marina Shainova · Rusia · 102 + 135 = 237      | Fetije Kasaj · Albania · 97 + 130 = 227          | Aleksandra Klejnowska · Polonia · 94 + 124 = 218 |
| 63 kg  | Svetlana Shimkova · Rusia · 109 + 141 = 250    | Hanna Batsiushka · Bielorrusia · 110 + 124 = 234 | Vanda Maslovska · Ucrania · 97 + 124 = 221       |
| 69 kg  | Tatiana Matveyeva · Rusia · 112 + 145 = 257    | Nataliya Davydova · Ucrania · 109 + 130 = 239    | Dominika Misterska · Polonia · 99 + 122 = 221    |
| 75 kg  | Natalia Zabolotnaya · Rusia · 127 + 151 = 278  | Hripsime Jurshudian Armenia 115 + 146 = 261      | Nadiya Myroniuk · Ucrania · 108 + 134 = 242      |
| +75 kg | Olha Korobka · Ucrania · 126 + 164 = 290       | Natalia Gagarina · Rusia · 120 + 151 = 271       | Yordanka Apostolova Bulgaria 113 + 132 = 245     |

1. 1 2 3  Arrancada (kg) + dos tiempos (kg) = total olímpico (kg).

## Medallero
| Núm. | País        | Oro | Plata | Bronce | Total |
| ---- | ----------- | --- | ----- | ------ | ----- |
| 1    | Rusia       | 4   | 5     | 1      | 10    |
| 2    | Bielorrusia | 2   | 3     | 0      | 5     |
| 3    | Polonia     | 2   | 0     | 3      | 5     |
| 4    | Rumania     | 2   | 0     | 0      | 2     |
| 5    | Ucrania     | 1   | 2     | 2      | 5     |
| 6    | Bulgaria    | 1   | 1     | 2      | 4     |
| 7    | Armenia     | 1   | 1     | 1      | 3     |
| 8    | España      | 1   | 0     | 0      | 1     |
| 8    | Letonia     | 1   | 0     | 0      | 1     |
| 10   | Francia     | 0   | 1     | 2      | 3     |
| 11   | Albania     | 0   | 1     | 0      | 1     |
| 11   | Moldavia    | 0   | 1     | 0      | 1     |
| 13   | Grecia      | 0   | 0     | 1      | 1     |
| 13   | Hungría     | 0   | 0     | 1      | 1     |
| 13   | Italia      | 0   | 0     | 1      | 1     |
| 13   | Lituania    | 0   | 0     | 1      | 1     |
|      | TOTAL       | 15  | 15    | 15     | 45    |